# Arapoema
Arapoema – miasto i gmina w Brazylii, w stanie Tocantins. Znajduje się w mezoregionie Ocidental do Tocantins i mikroregionie Araguaína, 410 od stolicy stanu, Palmas.